# 11296 Дензен
11296 Дензен (11296 Denzen) — астероїд головного поясу, відкритий 24 травня 1992 року.
Тіссеранів параметр щодо Юпітера — 3,463.